# Marcha de los Cuatro Suyos
La Marcha de los Cuatro Suyos fue una movilización popular realizada en el Perú en los días 26, 27 y 28 de julio del año 2000. Estuvo compuesta por partidos de todo el espectro político, especialmente de izquierda pero también de centro y de derecha. Se encontraba encabezada por los líderes del partido Perú Posible: Carlos Ferrero Costa, David Waisman y el entonces candidato presidencial y futuro presidente de la República Alejandro Toledo Manrique.
El estallido de la marcha fueron las acusaciones de fraude masivo que rondó la tercera elección consecutiva de Alberto Fujimori como presidente del Perú. Esta marcha representó el desgaste del gobierno de Alberto Fujimori.

## Contexto
En 1996, Alberto Fujimori inició maniobras ilegales para presentarse por tercera vez como candidato, desatando la controversia política en torno a la Constitución de 1993 al promulgar una ley denominada de Interpretación Auténtica de la Constitución, en la que se facultaba a sí mismo para presentarse por tercera vez a la presidencia a pesar de que la constitución recientemente promulgada lo prohibía textualmente. El argumento de esta ley señalaba que, si bien el artículo 112.º indicaba que el presidente puede ser reelegido sólo para un periodo inmediato o después de transcurrido otro período constitucional, la elección de Fujimori el año 1990 no contaba porque no se encontraba vigente la Constitución de 1993, sino la de 1979. La ley fue promulgada el 23 de agosto de 1996, quedando Fujimori apto para postular a la Presidencia en las elecciones generales del 2000.
El 9 de abril de 2000 se realizaron los comicios, siendo Alberto Fujimori el favorito para ganar la elección. Los diversos sondeos a boca de urna que daban las encuestadoras y los famosos flashes electorales anunciaron al candidato Alejandro Toledo como vencedor por un margen del 10% contra su contrincante, pero horas más tarde, en resultados oficiales que daba la ONPE, Fujimori salió victorioso. Diversos organismos internacionales denunciaron que hubo un 10% más de votos de los que efectivamente sufragaron. Ante ello, Alejandro Toledo desistió de participar en la segunda vuelta electoral.
En la segunda vuelta, Fujimori resultó victorioso. Pese a ello la Organización de los Estados Americanos no lo reconoció como Presidente, y la mayoría de los mandatarios de la región rechazaron la invitación a la ceremonia de asunción. Las únicas excepciones fueron Gustavo Noboa de Ecuador y Hugo Banzer de Bolivia, quienes sí asistieron al evento.
Se desarrolló rápidamente un escándalo tras la revelación la compra de 50 000 fusiles AK-47 hecha en 1999 por el Gobierno peruano junto con Jordania fue un lucrativo negocio promovido por Vladimiro Montesinos, conocido por operar una red de corrupción, quien revendió las armas a las FARC (con una cantidad verificada de 10 000 armas que llegó a estar en manos de este grupo). También se abrió un proceso contra César Saucedo Sánchez por supuestamente estar involucrado en el vandalismo durante las primeras manifestaciones contra Fujimori.

## Convocatoria
Tras el triunfo forzado que obtuvo el gobierno en las elecciones con un solo candidato, Toledo propuso una marcha nacional de "Los Cuatro Suyos" (en referencia a las cuatro partes que formaban el Tahuantinsuyo, es decir, 'desde todos los rincones del Perú') hacia Lima para el 26 de julio, dos días antes de la eventual proclamación de Fujimori.

## Manifestaciones
El día 25 de julio de 2000, miles de peruanos llegaron a Lima desde distintos puntos del país para participar de la primera fecha de la masiva marcha frente al Congreso de la República del Perú, día en que los congresistas electos asumen su cargo y misma jornada en que los legisladores opositores podrían declarar la vacancia presidencial si logran reunir una mayoría suficiente de 61 congresistas.
Fue llamada “Marcha de los Cuatro suyos” recordando el nombre de los cuatro puntos cardinales y simbolizando las cuatro regiones en que se dividía Tahuantinsuyo, el Imperio inca.
El 27 de julio desfilaron alrededor de 250 mil peruanos por Los Cuatro Suyos, quienes ingresaron por las avenidas Bolivia (Chinchaysuyo), Roosevelt (Contisuyo), Paseo Colón-avenida Wilson (Collasuyo) y Plaza Manco Cápac-avenida Grau (Antisuyo); después tomaron posición frente al estrado colocado a un lado del Palacio de Justicia, dando paso a una ceremonia de jura de la bandera. Terminada la ceremonia, inició el mitin con la participación de líderes democráticos como el expresidente argentino Raúl Alfonsín. Luego, Alejandro Toledo se dirigió a las masas. Posteriormente hubo una vigilia con la participación de artistas populares, en lo que se llamó la "Noche Buena de la Patria".
La marcha tuvo como punto central el día 28 de julio, que coincidió con la celebración de las Fiestas Patrias en el Perú y la juramentación de Fujimori como presidente por tercera vez consecutiva. Ese día se desataron movilizaciones populares durante las que fueron atacados importantes lugares públicos y privados (como los medios de comunicación).
El asesor presidencial, Vladimiro Montesinos, habría infiltrado agitadores profesionales en el medio de la marcha, que dejó de ser pacífica cuando, bloqueados por la policía, numerosos grupos comenzaron a saquear el centro de la ciudad. La policía reaccionó con chorros de agua, bombas de gas lacrimógeno y fuerza letal, mientras aviones Mig de la Fuerza Aérea volaban sobre la multitud. Se supo de una conversación que confirmaba las intenciones del asesor y que fue registrada en un casete difundido por el Congreso en 2001. Montesinos fue sentenciado en 2009 por responsabilizarse de la muerte de seis vigilantes.
La marcha se prolongó durante toda la noche del 28 de julio de 2000 hasta la medianoche del 29. Hubo cientos de detenidos por los disturbios y algunos de ellos desaparecidos (como lo ocurrido en Chimbote). Fujimori usó los hechos para acusar a Toledo y apartarlo de los sectores moderados de la sociedad que lo apoyaban. La prensa tradicionalista y los medios electrónicos sólo emitían noticias que pasaban por el filtro del gobierno. A pesar de todo, la marcha pasó a ser el gran símbolo de la resistencia a la presidencia de Fujimori. Entre los principales participantes, ante los sindicatos bastante desmantelados por el gobierno y los partidos oficiales muy reducidos, destacaron los estudiantes de diversas universidades, institutos e incluso colegios.

### Atentado contra el Banco de la Nación
El atentado al Banco de la Nación fue un acto terrorista perpetrado por Vladimiro Montesinos durante el gobierno de Alberto Fujimori, ocurrido el 28 de julio de 2000. La explosión y el posterior incendio causaron la muerte de seis guardias de seguridad e importantes daños en el edificio del Jurado Nacional de Elecciones. El atentado coincidió con la Marcha de los Cuatro Suyos, una protesta a gran escala contra el gobierno de Fujimori. El atentado pretendía criminalizar la protesta, asociando falsamente a los manifestantes y organizadores con Sendero Luminoso y el MRTA.

## Legado
Para algunos opositores políticos del fujimorato, la Marcha de los Cuatro Suyos demostró ser «la cúspide de la efervescencia popular antifujimorista». Días después de la movilización, renunció el vicepresidente, algunos fujimoristas desertaron del Congreso y tomó lugar una rebelión de un destacamento militar en Locumba, el cual obtuvo un masivo apoyo espontaneó por parte de reservistas y licenciados. Finalmente, el régimen se derrumbaría en noviembre del mismo año. Las marchas continuaron irregularmente para septiembre de 2000, con alrededor de 20 mil personas.
En 2003 se estrenó la telenovela Qué buena raza. Una de las actrices, Mónica Sánchez, fue invitada como ella misma cuando participó en aquella marcha.
Veinte años después, en las protestas de 2023 en Perú, bajo el gobierno de Dina Boluarte, algunos dirigentes y líderes sociales reivindicaron el nombre de la "Marcha de los Cuatro Suyos" y denominaron con tal nombre a una movilización nacional organizada para el 19 de enero. En esa fecha, cientos de manifestantes provenientes, en su mayoría, de los departamentos del sur del país marcharon por la capital exigiendo la renuncia de la presidenta.